# 名鉄チ30形貨車
名鉄チ30形貨車（めいてつチ30がたかしゃ）とは、かつて名古屋鉄道で運用されていた貨車（長物車）である。

## 概要
- 1927年（昭和2年）に、1913年（大正2年）に日本車輌製造で製造された名古屋電気鉄道の木造無蓋車ト1形のうち4両を、側板撤去、回転枕木の設置などの改造を行い、7ｔ積長物車チ30形（チ31 - チ34）としたものである。
- 戦後は西部線に配属され、社内線専用であった。昭和30年代に2両（チ31・チ32）が廃車となり、1963年（昭和38年）に形式消滅となった。